# Mahender Singh Kanyal
Mahender Singh Kanyal is een Indiaas diplomaat. Hij diende op diplomatieke posten in westerse en islamitische landen en was van 2018 tot 2021 ambassadeur in Suriname.

## Biografie
Kanyal behaalde tweemaal een mastertitel, in Literatuur en in Politicologie, en ging in 1984 in dienst van het Indiase ministerie van Buitenlandse Zaken. Hij is getrouwd en heeft twee kinderen.
Hij diende op diplomatieke posten in Karachi (Pakistan), Canberra (Australië), Praag (Tsjechië), Boedapest (Hongarije), Riyad (Saoedi-Arabië), Parijs (Frankrijk) en Abuja (Nigeria). Hij beheerst Hindi en Engels en enigszins Tsjechisch, Hongaars en Frans. Vervolgens diende hij op verschillende posten op het ministerie, waaronder uiteindelijk als directeur voor Overzeese Zaken.
Vervolgens werd hij ambassadeur in Suriname, als opvolger van Satender Kumar, waar hij eind juli 2018 zijn geloofsbrieven aanbood aan president Desi Bouterse. Op 2 juli 2021, tijdens de coronacrisis in Suriname, overhandigde hij de eerste 1.000 vaccins van AstraZeneca aan de ministers Amar Ramadhin (Volksgezondheid) en Albert Ramdin (Buitenlandse Zaken). Bij elkaar zegde India president Chan Santokhi 50.000 vaccins toe als geste aan Suriname.
Hij diende tot 2021. Bij zijn afscheid in juni werd hij onderscheiden met het Grootlint in de Ere-Orde van de Palm.